# Gagea xiphoidea
Gagea xiphoidea är en liljeväxtart som beskrevs av Igor Germanovich Levichev. Gagea xiphoidea ingår i Vårlökssläktet och i familjen liljeväxter.
Artens utbredningsområde är Altai. Inga underarter finns listade.